# Geelzwarte wespbij
De geelzwarte wespbij (Nomada succincta) is een vliesvleugelig insect uit de familie bijen en hommels (Apidae). De wetenschappelijke naam van de soort is voor het eerst geldig gepubliceerd in 1798 door Panzer.